# Phlyctidaceae
Phlyctidaceae är en familj av lavar. Phlyctidaceae ingår i ordningen Ostropales, klassen Lecanoromycetes, divisionen sporsäcksvampar och riket svampar.
|               | Stictidaceae                                                  |
|               |                                                               |
|               | Porinaceae                                                    |
|               |                                                               |
| Phlyctidaceae | \| \| Psathyrophlyctis \| \| \| \| \| \| Phlyctis \| \| \| \| |
|               | \| \| Psathyrophlyctis \| \| \| \| \| \| Phlyctis \| \| \| \| |
|               | Odontotremataceae                                             |
|               |                                                               |
|               | Myeloconidaceae                                               |
|               |                                                               |
|               | Gyalectaceae                                                  |
|               |                                                               |
|               | Graphidaceae                                                  |
|               |                                                               |
|               | Gomphillaceae                                                 |
|               |                                                               |
|               | Coenogoniaceae                                                |
|               |                                                               |
|               | Myeloconidiaceae                                              |
|               |                                                               |
|               | Asterothyriaceae                                              |
|               |                                                               |
|               | Thelotremataceae                                              |
|               |                                                               |
|               | Amphorothecium                                                |
|               |                                                               |
|               | Psathyrophlyctis                                              |
|               |                                                               |
|               | Phlyctis                                                      |
|               |                                                               |

|  | Psathyrophlyctis |
|  |                  |
|  | Phlyctis         |
|  |                  |